# Byrrhodes facilis
Byrrhodes facilis är en skalbaggsart som först beskrevs av Henry Clinton Fall 1905.  Byrrhodes facilis ingår i släktet Byrrhodes och familjen trägnagare. Inga underarter finns listade i Catalogue of Life.